# Lista planetelor minore: 65001–66000
| Nume                                            | Denumire provizorie                             | Data descoperirii                               | Locul descoperirii                              | Descoperitor(i)                                 |                                                 |                                                 |                                                 |                                                 |                                                 |                                                 |                                                 |                                                 |                                                 |                                                 |                                                 |                                                 |                                                 |                                                 |                                                 |                                                 |                                                 |                                                 |                                                 |                                                 |                                                 |                                                 |                                                 |                                                 |                                                 |                                                 |                                                 |                                                 |                                                 |                                                 |                                                 |                                                 |                                                 |                                                 |                                                 |                                                 |                                                 |                                                 |                                                 |                                                 |                                                 |                                                 |                                                 |                                                 |                                                 |
| 65001–65100 Lista planetelor minore/65001–65100 | 65001–65100 Lista planetelor minore/65001–65100 | 65001–65100 Lista planetelor minore/65001–65100 | 65001–65100 Lista planetelor minore/65001–65100 | 65001–65100 Lista planetelor minore/65001–65100 | 65101–65200 Lista planetelor minore/65101–65200 | 65101–65200 Lista planetelor minore/65101–65200 | 65101–65200 Lista planetelor minore/65101–65200 | 65101–65200 Lista planetelor minore/65101–65200 | 65101–65200 Lista planetelor minore/65101–65200 | 65201–65300 Lista planetelor minore/65201–65300 | 65201–65300 Lista planetelor minore/65201–65300 | 65201–65300 Lista planetelor minore/65201–65300 | 65201–65300 Lista planetelor minore/65201–65300 | 65201–65300 Lista planetelor minore/65201–65300 | 65301–65400 Lista planetelor minore/65301–65400 | 65301–65400 Lista planetelor minore/65301–65400 | 65301–65400 Lista planetelor minore/65301–65400 | 65301–65400 Lista planetelor minore/65301–65400 | 65301–65400 Lista planetelor minore/65301–65400 | 65401–65500 Lista planetelor minore/65401–65500 | 65401–65500 Lista planetelor minore/65401–65500 | 65401–65500 Lista planetelor minore/65401–65500 | 65401–65500 Lista planetelor minore/65401–65500 | 65401–65500 Lista planetelor minore/65401–65500 | 65501–65600 Lista planetelor minore/65501–65600 | 65501–65600 Lista planetelor minore/65501–65600 | 65501–65600 Lista planetelor minore/65501–65600 | 65501–65600 Lista planetelor minore/65501–65600 | 65501–65600 Lista planetelor minore/65501–65600 | 65601–65700 Lista planetelor minore/65601–65700 | 65601–65700 Lista planetelor minore/65601–65700 | 65601–65700 Lista planetelor minore/65601–65700 | 65601–65700 Lista planetelor minore/65601–65700 | 65601–65700 Lista planetelor minore/65601–65700 | 65701–65800 Lista planetelor minore/65701–65800 | 65701–65800 Lista planetelor minore/65701–65800 | 65701–65800 Lista planetelor minore/65701–65800 | 65701–65800 Lista planetelor minore/65701–65800 | 65701–65800 Lista planetelor minore/65701–65800 | 65801–65900 Lista planetelor minore/65801–65900 | 65801–65900 Lista planetelor minore/65801–65900 | 65801–65900 Lista planetelor minore/65801–65900 | 65801–65900 Lista planetelor minore/65801–65900 | 65801–65900 Lista planetelor minore/65801–65900 | 65901–66000 Lista planetelor minore/65901–66000 | 65901–66000 Lista planetelor minore/65901–66000 | 65901–66000 Lista planetelor minore/65901–66000 | 65901–66000 Lista planetelor minore/65901–66000 | 65901–66000 Lista planetelor minore/65901–66000 |
| ----------------------------------------------- | ----------------------------------------------- | ----------------------------------------------- | ----------------------------------------------- | ----------------------------------------------- | ----------------------------------------------- | ----------------------------------------------- | ----------------------------------------------- | ----------------------------------------------- | ----------------------------------------------- | ----------------------------------------------- | ----------------------------------------------- | ----------------------------------------------- | ----------------------------------------------- | ----------------------------------------------- | ----------------------------------------------- | ----------------------------------------------- | ----------------------------------------------- | ----------------------------------------------- | ----------------------------------------------- | ----------------------------------------------- | ----------------------------------------------- | ----------------------------------------------- | ----------------------------------------------- | ----------------------------------------------- | ----------------------------------------------- | ----------------------------------------------- | ----------------------------------------------- | ----------------------------------------------- | ----------------------------------------------- | ----------------------------------------------- | ----------------------------------------------- | ----------------------------------------------- | ----------------------------------------------- | ----------------------------------------------- | ----------------------------------------------- | ----------------------------------------------- | ----------------------------------------------- | ----------------------------------------------- | ----------------------------------------------- | ----------------------------------------------- | ----------------------------------------------- | ----------------------------------------------- | ----------------------------------------------- | ----------------------------------------------- | ----------------------------------------------- | ----------------------------------------------- | ----------------------------------------------- | ----------------------------------------------- | ----------------------------------------------- |

| Predecesor: 64001–65000 | Lista planetelor minore 65001–66000 Semnificații ale numelor: 65001–66000 | Succesor: 66001–67000 |